# Кауц, Уибс
Уилберт «Уибс» Кауц (англ. Wilbert "Wibs" Kautz; 7 сентября 1915, Чикаго, штат Иллинойс, США — май 1979, Кук, штат Иллинойс, США) — американский профессиональный баскетболист. Чемпион АБЛ в сезоне 1945/1946 годов.

## Ранние годы
Уибс Кауц родился 7 сентября 1915 года в городе Чикаго (штат Иллинойс), учился там же в технической школе имени Эдварда Тилдена, в которой играл за местную баскетбольную команду. В 1939 году окончил Университет Лойолы в Чикаго, где в течение четырёх лет играл за команду «Лойола Рамблерс». При Кауце «Рамблерс» один раз выигрывали регулярный чемпионат конференции Independent (1939), но ни разу не выигрывали турнир конференции Independent, а также ни разу не выходили в плей-офф студенческого чемпионата США.

## Профессиональная карьера
Играл на позиции атакующего защитника и лёгкого форварда. В 1939 году Уибс Кауц заключил соглашение с командой «Чикаго Брюинз», выступавшей в Национальной баскетбольной лиге (НБЛ). Позже выступал за команды «Балтимор Буллетс» (АБЛ), «Чикаго Стэгс» (БАА) и «Гранд-Рапидс Рейнджерс» (ПБЛА). Всего в НБЛ провёл 3 сезона, а в АБЛ, БАА и ПБЛА — по одному сезону. В сезоне 1945/1946 годов выиграл чемпионский титул в составе «Балтимор Буллетс». Кроме того Кауц один раз включался в 1-ю сборную всех звёзд НБЛ (1940), а также один раз — во 2-ю сборную всех звёзд НБЛ (1941). Всего за карьеру в НБЛ Уибс сыграл 69 игр, в которых набрал 710 очков (в среднем 10,3 за игру). Всего за карьеру в БАА Кауц сыграл 50 игр, в которых набрал 253 очка (в среднем 5,1 за игру) и сделал 37 передач. Помимо этого Кауц в составе «Брюинз» три раза участвовал во Всемирном профессиональном баскетбольном турнире, став его серебряным призёром в 1940 году.

## Смерть
Уибс Кауц умер в мае 1979 года на 64-м году жизни в округе Кук (штат Иллинойс).

## Статистика

### Статистика в НБА
| Сезон                                                                                    | Команда      | Регулярный сезон | Регулярный сезон | Регулярный сезон | Регулярный сезон | Регулярный сезон | Регулярный сезон | Регулярный сезон | Регулярный сезон | Регулярный сезон | Регулярный сезон | Регулярный сезон | Серия плей-офф | Серия плей-офф | Серия плей-офф | Серия плей-офф | Серия плей-офф | Серия плей-офф | Серия плей-офф | Серия плей-офф | Серия плей-офф | Серия плей-офф | Серия плей-офф |
| Сезон                                                                                    | Команда      | GP               | GS               | MPG              | FG%              | 3P%              | FT%              | RPG              | APG              | SPG              | BPG              | PPG              | GP             | GS             | MPG            | FG%            | 3P%            | FT%            | RPG            | APG            | SPG            | BPG            | PPG            |
| ---------------------------------------------------------------------------------------- | ------------ | ---------------- | ---------------- | ---------------- | ---------------- | ---------------- | ---------------- | ---------------- | ---------------- | ---------------- | ---------------- | ---------------- | -------------- | -------------- | -------------- | -------------- | -------------- | -------------- | -------------- | -------------- | -------------- | -------------- | -------------- |
| 1946/47                                                                                  | Чикаго Стэгс | 50               |                  |                  | 25,5             |                  | 53,4             |                  | 0,7              |                  |                  | 5,1              | 9              |                |                | 22,2           |                | 33,3           |                | 0,0            |                |                | 2,4            |
|                                                                                          | Всего        | 50               |                  |                  | 25,5             |                  | 53,4             |                  | 0,7              |                  |                  | 5,1              | 9              |                |                | 22,2           |                | 33,3           |                | 0,0            |                |                | 2,4            |
| Наведите курсор мыши на аббревиатуры в заголовке таблицы, чтобы прочесть их расшифровку. |              |                  |                  |                  |                  |                  |                  |                  |                  |                  |                  |                  |                |                |                |                |                |                |                |                |                |                |                |